# Water-polo aux Jeux olympiques de 1908
Navigation
Saint-Louis 1904 Stockholm 1912
Le tournoi olympique de water-polo des Jeux olympiques de 1908 s'est déroulé du 15 au 22 juillet 1908 à Londres.

## Participants

### Belgique
- Victor Boin
- Herman Donners
- Fernand Feyaerts (capitaine)
- Oscar Grégoire
- Herman Meyboom
- Albert Michant (gardien de but)
- Joseph Pletinckx

### Grande-Bretagne
- George Cornet
- Charles Forsyth
- George Nevinson
- Paul Radmilovic
- Charles Sydney Smith (gardien de but, capitaine)
- Thomas Thould
- George Wilkinson

### Pays-Bas
- Bouke Benenga
- Johan Cortlever
- Jan Hulswit
- Eduard Meijer
- Karel Meijer
- Piet Ooms
- Johan Rühl (gardien de but)

### Suède
- Robert Andersson
- Erik Bergvall
- Pontus Hanson (capitaine)
- Harald Julin
- Torsten Kumfeldt
- Axel Runström
- Gunnar Wennerström

## Tournoi

### Tableau
|  | Premier tour    | Premier tour    |          |    | Demi-finales | Demi-finales |  |  | Finale     | Finale     |
|  | Premier tour    | Premier tour    |          |    | Demi-finales | Demi-finales |  |  | Finale     | Finale     |
|  |                 |                 |          |    |              |              |  |  |            |            |
|  | 15 juillet      | 15 juillet      |          |    | 20 juillet   | 20 juillet   |  |  | 22 juillet | 22 juillet |
|  | 15 juillet      | 15 juillet      |          |    | 20 juillet   | 20 juillet   |  |  | 22 juillet | 22 juillet |
|  | Belgique        | 8               |          |    | 20 juillet   | 20 juillet   |  |  | 22 juillet | 22 juillet |
|  | Belgique        | 8               |          |    | 20 juillet   | 20 juillet   |  |  | 22 juillet | 22 juillet |
|  | Pays-Bas        | 1               |          |    | 20 juillet   | 20 juillet   |  |  | 22 juillet | 22 juillet |
|  | Pays-Bas        | 1               | Belgique | 8  |              |              |  |  | 22 juillet | 22 juillet |
|  |                 |                 | Belgique | 8  |              |              |  |  | 22 juillet | 22 juillet |
|  |                 | Suède           | 4        |    |              |              |  |  | 22 juillet | 22 juillet |
|  | Suède           | Suède           | 4        | Q. |              |              |  |  | 22 juillet | 22 juillet |
|  | Suède           |                 |          | Q. |              |              |  |  | 22 juillet | 22 juillet |
|  | Hongrie         | forfait         |          |    |              |              |  |  | 22 juillet | 22 juillet |
|  | Hongrie         | forfait         | Belgique | 2  |              |              |  |  |            |            |
|  |                 |                 | Belgique | 2  |              |              |  |  |            |            |
|  |                 | Grande-Bretagne | 9        |    |              |              |  |  |            |            |
|  | Grande-Bretagne | Grande-Bretagne | 9        | Q. |              |              |  |  |            |            |
|  | Grande-Bretagne |                 |          | Q. |              |              |  |  |            |            |
|  |                 |                 |          |    |              |              |  |  |            |            |
|  | Grande-Bretagne | Q.              |          |    |              |              |  |  |            |            |
|  | Grande-Bretagne | Q.              |          |    |              |              |  |  |            |            |
|  |                 | Autriche        | forfait  |    |              |              |  |  |            |            |
|  | Autriche        | Autriche        | forfait  | Q. |              |              |  |  |            |            |
|  | Autriche        |                 |          | Q. |              |              |  |  |            |            |
|  |                 |                 |          |    |              |              |  |  |            |            |
|  |                 |                 |          |    |              |              |  |  |            |            |

### Premier tour
Un seul match disputé. La Grande-Bretagne et l'Autriche sont exemptés tandis que la Suède profite du forfait de la Hongrie.
| 15 juillet | Belgique                       | 8-1   | Pays-Bas  |  |  |
|            | Feyaerts (6) Donners Pletinckx | (3-1) | K. Meijer |  |  |

### Demi-finale
À nouveau un seul match disputé. L'équipe d'Autriche déclare forfait et laisse la Grande-Bretagne accéder à la finale sans avoir eu à jouer une seule fois.
| 20 juillet | Belgique                                     | 8-4   | Suède               |  |  |
|            | Grégoire 3, Meyboom 2, Pletinckx 2, Feyaerts | (4-2) | Hanson 3, Andersson |  |  |

### Finale
La Grande-Bretagne s'impose en finale face à la Belgique et remporte la médaille d'or.
| 22 juillet | Belgique           | 2-9   | Grande-Bretagne                      |  |  |
|            | Feyaerts, Grégoire | (2-5) | Wilkinson 4, Forsyth 3, Radmilovic 2 |  |  |

### Classement
| Place | Équipe          | G | P | Bp | Bc |
| ----- | --------------- | - | - | -- | -- |
| 1     | Grande-Bretagne | 1 | 0 | 9  | 2  |
| 2     | Belgique        | 2 | 1 | 18 | 14 |
| 3     | Suède           | 0 | 1 | 4  | 8  |
| 4     | Pays-Bas        | 0 | 1 | 1  | 8  |

#### Buteurs
| Place | Nom              | Pays            | Buts |
| ----- | ---------------- | --------------- | ---- |
| 1     | Fernand Feyaerts | Belgique        | 8    |
| 2     | Oscar Grégoire   | Belgique        | 4    |
| 2     | George Wilkinson | Grande-Bretagne | 4    |
| 4     | Charles Forsyth  | Grande-Bretagne | 3    |
| 4     | Pontus Hanson    | Suède           | 3    |
| 4     | Joseph Pletinckx | Belgique        | 3    |
| 7     | Herman Meyboom   | Belgique        | 2    |
| 7     | Paul Radmilovic  | Grande-Bretagne | 2    |
| 9     | Robert Andersson | Suède           | 1    |
| 9     | Herman Donners   | Belgique        | 1    |
| 9     | Karel Meijer     | Pays-Bas        | 1    |

## Tableau des médailles
| Rang | Nation          | Or | Argent | Bronze | Total |
| ---- | --------------- | -- | ------ | ------ | ----- |
| 1    | Grande-Bretagne | 1  | 0      | 0      | 1     |
| 2    | Belgique        | 0  | 1      | 0      | 1     |
| 3    | Suède           | 0  | 0      | 1      | 1     |